# 鶴形龍屬
鶴形龍屬（學名：Hexing）是似鳥龍下目恐龍的一屬，生存於白堊紀早期的中國東北部。不含幼年個體化石在內，鶴形龍的唯一化石是目前最小型的似鳥龍類化石。

## 發現與命名
在21世紀頭幾年，遼寧省小北溝的一個農夫，發現一個小型獸腳類恐龍的化石。這個農夫在化石加上額外骨頭，使化石看起來更完整，可以賣得好價錢。最後，吉林大學地質博物館獲得這個小型化石，進行更完善的母岩清理、化石處理過程，並移除額外加上的骨頭。
在2012年，金利勇、陳軍、帕斯卡·迦得弗利茲（Pascal Godefroit）等古生物學家將這個化石進行敘述、命名，模式種是輕翼鶴形龍（Hexing qingyi）。屬名在中文意為「鶴的外形」，種名則是意指其修長的前肢。
正模標本（編號JLUM-JZ07b1）出土於義縣組的河流沉積層，地質年代約1億3900萬到1億2800萬年前，相當於早凡藍今階到早巴列姆階。這個化石是一個部分身體骨骼，包含：頭顱骨、下頜、五節連續頸椎、肩帶、大部分前肢與後肢骨頭，是個亞成年或成年個體。這個化石的保存狀態差。

## 體徵
正模標本是個小型個體。由於脊柱的大部分沒有被保存下來，很難準確估計其完整身長。研究人員比較其他似鳥龍類近親的化石，神州龍的身長約1.6公尺，股骨的長度為19.1公分，而鶴形龍的股骨長度為13.5公分。根據頭顱骨、頸部肋骨、肩胛鳥喙骨、腳踝的癒合狀態，可知這個化石並非幼年個體。除了似鳥龍類的幼年個體化石，鶴形龍的唯一化石是目前最小型的似鳥龍類化石。
研究人員列出鶴形龍的數個自衍徵。口鼻部前端往下彎曲，大幅彎曲至下頜的前方；上頜前端的內部上顎，水平位置相當於下頜的底側。上頜骨兩側的眶前窩（Fossa antorbitalis）面積，相當於上頜骨本身的外側面積。左右頂骨沿者中線聯合在一起，形成突出部。頭顱骨後側的副骨突（Processus paroccipitales），向後下方延伸，延伸至比枕骨大孔還低的水平位置。下頜齒骨的外側各有一個洞孔。手掌的指骨數量依序為「1-2-3-0-0」或「2-3-3-0-0」；如果牠們的僅存三指是第二到第四指，指骨數量則依序為「0-1-2-3-0」或「0-2-2-3-0」。第二與第三指（按照後者則為第三與第四指）的手指長度，相當於所對應掌骨長度的75%。鶴形龍的小腿修長，脛跗骨長度相當於大腿股骨的1.37倍。
鶴形龍的頭顱骨相當大，前後長度為13.6公分。頭顱骨的側面呈三角形、前後延長。左右眶前窩的中央，有個明顯垂直骨脊穿過，也形成口鼻部兩側的明顯突出。眶前窩後半部有橢圓形的眶前孔，前端明顯延伸進上頜骨的位置。眶前窩前半部應該有上頜孔，但這個位置骨頭的保存狀態差，上頜孔沒有完善保存。口鼻部前端是小型前上頜骨，其後上方連接者鼻骨。口鼻部前端形成喙狀嘴，下頜中段有個低矮缺口分隔出喙狀嘴的後緣，鶴形龍的喙狀嘴應該沒有牙齒。
下頜前端的上下高度小，下頜前端小幅向上彎曲。左齒骨仍保留者三到四顆牙齒，牙齒呈圓錐狀、低矮，但化石保存狀況差，無法顯示牙齒的細部特徵。齒骨的外側有個小型洞孔。下頜後緣高，其後緣形狀似乎顯示生前是個大型洞孔，但其實是當地農夫的粗劣化石處理過程，破壞下頜孔的薄骨壁。下頜孔其實位於下頜的後段位置。上頜、下頜的邊緣並沒有形成可切割的銳利邊緣。
鶴形龍的頸椎延長，具有低矮神經棘。頸椎是多氣腔的，具有大型三角形椎骨橫突、後關節突。
肩帶延長，表面形狀低矮。肱骨修長，長度略短於肩帶，肱骨幹筆直、沒有彎曲。前臂骨頭也是延長、筆直。大部分手掌被保存下來，長度超過10公分。與其近親相比，鶴形龍的手掌特徵有顯著差異。古生物學家們在研究鶴形龍的手掌時，曾詳細檢查是否有人工偽作的部分，但並沒有發現竄改的部分。但化石本身的狀態差，因此難以確定某些骨頭的原始位置。母岩裡的手掌骨頭可分成三個部分，第一塊骨頭連接兩個骨頭，其餘兩塊骨頭分別連接四塊骨頭。如果這些骨頭分別代表指骨、掌骨，每列指骨與掌骨應該有三到五塊骨頭。研究人員推論，第一指的指骨，已經完全退化、消失。如果屬實，第一指指爪將直接連接至掌骨，該掌骨應該非常長。研究人員提出另一種可能，第一指的掌骨完全退化，僅剩下指骨的骨頭。第三指的指骨數量，則確定是從四個退化到三個，因為最前端的兩個短指骨，癒合成一個較長指骨。鶴形龍的指骨數量依序為「1-2-3-0-0」或「2-3-3-0-0」。中國古生物學家徐星曾提出一個理論，堅尾龍類的第一指到第三指，在生理結構上實際是第二指到第四指。如果參考這個理論，鶴形龍的指骨數量則依序為「0-1-2-3-0」或「0-2-2-3-0」。整體而言，鶴形龍的指骨相當修長。手掌的指爪大型、彎曲，內側較為平坦。
股骨的形狀明顯彎曲，前端有個凸出。脛骨的長度為18.5公分，與股骨相比，脛骨的形狀延長。目前只有某些似鳥龍類的幼年個體，被發現有相當長的脛跗骨。腳掌的第一蹠骨長度，大約是第二蹠骨長度的一半；第二蹠骨本身是最長的蹠骨。腳部趾爪的形狀，比手部指爪還平坦。

## 種系發生學
研究人員命名鶴形龍時，提出種系發生學分析，將牠們歸類於似鳥龍下目，演化位置比似鵜鶘龍還衍化，而比北山龍、似鳥身女妖龍、似金翅鳥龍、似鳥龍科等物種還原始，後述物種本身形成一個小型演化支。同樣發現於義縣組的神州龍，則跟鶴形龍、上述演化支位於演化過程上的三叉位置。
以下演化樹來自於鶴形龍的命名研究：
|         | 北山龍 Beishanlong                                                  |
|         |                                                                     |
|         | 似鳥身女妖龍 Harpymimus                                             |
|         |                                                                     |
| unnamed | \| \| 似金翅鳥龍 Garudimimus \| \| \| \| \| \| 似鳥龍科 \| \| \| \| |
|         | \| \| 似金翅鳥龍 Garudimimus \| \| \| \| \| \| 似鳥龍科 \| \| \| \| |
|         | 似金翅鳥龍 Garudimimus                                              |
|         |                                                                     |
|         | 似鳥龍科                                                            |
|         |                                                                     |

|  | 似金翅鳥龍 Garudimimus |
|  |                        |
|  | 似鳥龍科               |
|  |                        |

|         | 北山龍 Beishanlong                                                  |
|         |                                                                     |
|         | 似鳥身女妖龍 Harpymimus                                             |
|         |                                                                     |
| unnamed | \| \| 似金翅鳥龍 Garudimimus \| \| \| \| \| \| 似鳥龍科 \| \| \| \| |
|         | \| \| 似金翅鳥龍 Garudimimus \| \| \| \| \| \| 似鳥龍科 \| \| \| \| |
|         | 似金翅鳥龍 Garudimimus                                              |
|         |                                                                     |
|         | 似鳥龍科                                                            |
|         |                                                                     |

|  | 似金翅鳥龍 Garudimimus |
|  |                        |
|  | 似鳥龍科               |
|  |                        |

|         | 北山龍 Beishanlong                                                  |
|         |                                                                     |
|         | 似鳥身女妖龍 Harpymimus                                             |
|         |                                                                     |
| unnamed | \| \| 似金翅鳥龍 Garudimimus \| \| \| \| \| \| 似鳥龍科 \| \| \| \| |
|         | \| \| 似金翅鳥龍 Garudimimus \| \| \| \| \| \| 似鳥龍科 \| \| \| \| |
|         | 似金翅鳥龍 Garudimimus                                              |
|         |                                                                     |
|         | 似鳥龍科                                                            |
|         |                                                                     |

|  | 似金翅鳥龍 Garudimimus |
|  |                        |
|  | 似鳥龍科               |
|  |                        |

|         | 北山龍 Beishanlong                                                  |
|         |                                                                     |
|         | 似鳥身女妖龍 Harpymimus                                             |
|         |                                                                     |
| unnamed | \| \| 似金翅鳥龍 Garudimimus \| \| \| \| \| \| 似鳥龍科 \| \| \| \| |
|         | \| \| 似金翅鳥龍 Garudimimus \| \| \| \| \| \| 似鳥龍科 \| \| \| \| |
|         | 似金翅鳥龍 Garudimimus                                              |
|         |                                                                     |
|         | 似鳥龍科                                                            |
|         |                                                                     |

|  | 似金翅鳥龍 Garudimimus |
|  |                        |
|  | 似鳥龍科               |
|  |                        |

發現於義縣組的鶴形龍、神州龍體型小，是目前已知生存年代最早的似鳥龍類之一。因為似鵜鶘龍比較原始，而生存年代是巴列姆階晚期，研究人員推論在白堊紀阿普第階之前，歐洲與亞洲之間曾存在一個陸橋。